# Creeper
Een creeper is een wezen of "mob" dat vijandig is, en voorkomt in de spellen Minecraft en Minecraft: Story Mode. Computerspelontwikkelaar Mojang was aanvankelijk niet van plan om het personage in het spel te verwerken, maar keurde dit later goed. Een creeper valt de speler aan door dichtbij te komen en dan in het gezicht te ontploffen.

## Eigenschappen
Een creeper verschijnt sinds de 1.18 update alleen bij lichtlevel 0, maar in tegenstelling tot zombies en skeletons, zal een creeper niet sterven door direct zonlicht. Creepers komen stilletjes op je af en ontploffen wanneer ze dichtbij je staan.

## Ontwerp
Dit wezen is afkomstig van het ontwerp van een varken dat ontstond tijdens het testen van Minecraft. Toen ontwerper Markus Persson dieren aan het spel ging toevoegen, ontwierp hij per ongeluk een hoogstaand figuur. De lengte is uitgerekt, waardoor het model een afwijking heeft. Omdat volgens Persson het uiterlijk van dit schepsel uniek is, werd het toegevoegd in het spel.